# 阿达帕林
阿达帕林（INN：adapalene）是第三代维A酸类外用药物，主要用于治疗轻中度痤疮，也被用来治疗毛囊角化症（非适应症型用药）和其他皮肤症状。

## 历史

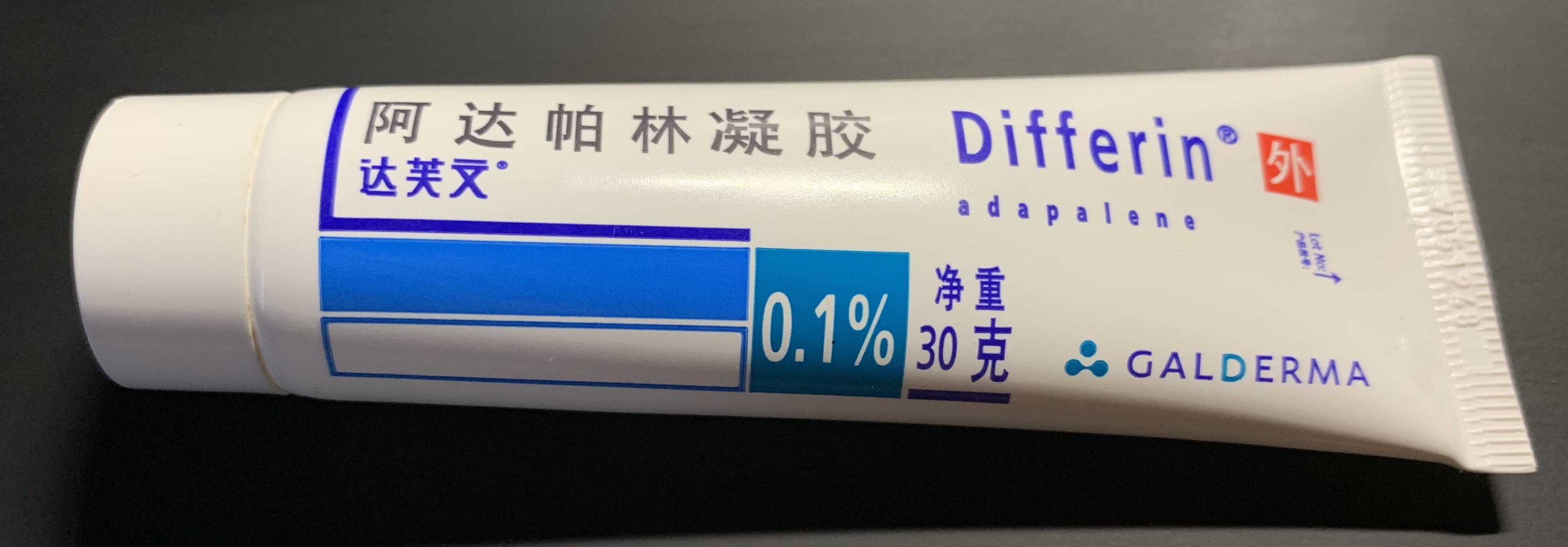
中国大陆销售的阿达帕林凝胶，商品名“达芙文”

阿达帕林1995年由法国高德美公司研制，商品名为Differin（中国大陆译作达芙文，香港译作痘膚零，台灣译作痘膚潤）。

## 作用机理
阿达帕林通过抑制毛囊上皮细胞的分化与增殖而减少微小粉刺形成，使表皮下的粉刺停止生長。阿达帕林可抑制多核白细胞的化学趋化反应，通过抑制花生四烯酸经脂氧化反应转化为炎症介质来抑制多核白细胞的代谢。
阿达帕林可与细胞核内的维甲酸β和γ受体（维甲酸核受体）选择性地结合，进而抑制毛囊角质形成细胞增生和角化，溶解角栓，抑制中性粒细胞的趋化性，减少炎症递质的生成，最终抑制炎症的产生。但与维甲酸不同的是阿达帕林不与和蛋白结合的细胞质受体结合。
因此，阿达帕林通过抑制角质形成细胞分化与增殖来产生抗痤疮作用，且除了去角质作用外，其还具有抗炎作用。

## 药理学

### 药物相互作用
阿达帕林表现出可增强克林霉素在局部的作用，但副作用也一样增大。在使用克林霉素前3至5分钟使用阿达帕林凝胶可提高克林霉素的皮肤渗透率。相对单独使用克林霉素而言，合用可增强治疗的整体效果。
阿达帕林联合使用过氧化苯甲酰时表现出比维A酸联用具有更好的化学结构稳定性。

### 药代动力学
阿达帕林的透皮吸收率很低。一项研究表明6个每日使用一次的患者，连续5天使用10g/1000cm²，其血浆中药物浓度无法检出或低于0.35 g/mL。在体内主要分布于肝、脾、肾上腺和卵巢。主要通过氧-脱甲基、羟基化和结合反应代谢。主要通过胆汁排泄。

### 毒理学
阿达帕林在小鼠和大鼠中口服半数致死量大于10mL/kg，长期使用会出现与维A酸类似的副作用。口服试验，雌性大鼠卵细胞性腺瘤与甲状腺癌发生率及雄性大鼠肾上腺髓质良性与恶性嗜铬细胞瘤发生率与使用量呈正线性相关。